# 心叶山土瓜
心叶山土瓜（学名：Merremia cordata）是旋花科鱼黄草属的植物，为中国的特有植物。分布在中国大陆的四川、云南等地，生长于海拔1,400米至1,800米的地区，常生于江边以及路边灌丛，目前尚未由人工引种栽培。
种名cordata意为心形的。